# Nostalgia (roman)
Nostalgia är en roman av den rumänske författaren Mircea Cărtărescu.
Romanen skrevs under Ceaușescu-regimens förtryck och Cărtărescu hade stora svårigheter att få den publicerad. När romanen utkom 1989 var det i en kraftigt censurerad version och först efter diktaturens fall kunde den publiceras i sin helhet. Den svenska översättningen utkom 2002.
Nostalgia består av fem löst sammanhängande berättelser som är sammanvävda med en drömlik logik. Den första berättelsen handlar om en roulettspelare i Bukarest som har en osannolik tur. Andra centrala teman är barndomsminnen och skildringar av förtryck.